# Cầu Bách Lẫm
Cầu Bách Lẫm là một cây cầu bắc qua sông Hồng tại thành phố Yên Bái, tỉnh Yên Bái, Việt Nam.

## Vị trí
Cầu kết nối đại lộ Nguyễn Thái Học (thuộc địa bàn phường Yên Ninh) với Quốc lộ 32C (thuộc địa bàn xã Giới Phiên), là một trong bốn cây cầu bắc qua sông Hồng trên địa bàn thành phố Yên Bái hiện nay.

## Thiết kế
Cầu Bách Lẫm được thiết kế vĩnh cửu, có kết cấu bê tông cốt thép và bê tông cốt thép dự ứng lực. Cầu có chiều dài 435,5 m, gồm 7 nhịp, bề rộng toàn cầu là 18 m. Phần cầu chính có hai trụ tháp dây văng cao 20 m.

## Thi công
Công trình có tổng mức đầu tư là 512 tỷ đồng, được khởi công vào ngày 18 tháng 5 năm 2016 và thông xe ngày 30 tháng 6 năm 2018.